# Amilaga insolida
Amilaga insolida är en fjärilsart som beskrevs av Louis Beethoven Prout 1928. Amilaga insolida ingår i släktet Amilaga och familjen nattflyn. Inga underarter finns listade i Catalogue of Life.